# John Chynoweth Burnham
John Chynoweth Burnham (ur. 14 lipca 1929, zm. 12 maja 2017) – amerykański psychiatra i historyk psychologii, psychiatrii oraz medycyny, profesor na Ohio State University. Zajmował się m.in. historią psychoanalizy w USA. Autor biografii Smitha Ely Jelliffego.

## Wybrane prace
Książki
- Lester Frank Ward as Natural Scientist (1954)
- Psychoanalysis in American Civilization Before 1918 (1958)
- Psychoanalysis and American medicine: 1894-1918 (1967)
- Jelliffe, American psychoanalyst and physician (1983)
- How Superstition  Won and Science Lost: Popularizing Science and Health in the United States (1987)
- Paths into American Culture: Psychology, Medicine, and Morals (1988)
- Bad Habits: Drinking, Smoking, Taking Drugs, Gambling, Sexual Misbehavior, and Swearing in American History (1993)
- How the Idea of Profession Changed the Writing of Medical History  (1998)

Artykuły
- Unraveling the Mystery of Why There Was No Childhood Lead Poisoning[4].